# Пьяную домой
«Пьяную домой» — песня российской певицы и блогера Клавы Коки, выпущенная 9 декабря 2020 года в качестве сингла на лейбле Black Star. Также «Пьяную домой» вошла в саундтрек к российскому фильму «Иван Васильевич меняет всё», став его темой.

## О песне
2 декабря 2020 года Клава Кока опубликовала отрывок из песни в своём Instagram-аккаунте, заявив при этом, что это трек, под который «ты будешь танцевать без остановки». Вместе с выходом отрывка из песни она опубликовала ещё фрагмент клипа, в котором она в блёстках и ярком макияже вместе с компанией парней возвращается с вечеринки.
В композиции Клава Кока поёт о том, как она выпила слишком много, но при этом разрешает своему ухажёру делать с ней, что захочет, потому что она понимает, что ей позже станет стыдно за своё поведение. Композиторами песни выступили сама Клава Кока, Максим Иваник, Константин Кокшаров и Александр Михеев.
Вместе с выпуском песни вышло лирическое видео, опубликованное на официальном YouTube-канале Клавы Коки. В начале клипа появляется логотип ресторана «Kaif», принадлежащего рэперу Моргенштерну.
Релиз официального клипа на трек состоялся 7 января 2021 года и, как и лирическое видео, было опубликован на YouTube-канале Клавы Коки. В нём певица снялась в образе главной героини музыкальной постановки, которая меняет свою одежду, танцует вог и в итоге покидает раут с неизвестным, несмотря на приглашения других участников вечеринки.

## Чарты
| Чарт (2020)            | Высшая позиция |
| ---------------------- | -------------- |
| Россия (СберЗвук)      | 16             |
| Россия (ВКонтакте)     | 14             |
| Россия (YouTube Music) | 17             |